# Frédéric Rossille
 (mai 2016).
Frédéric Rossille, né le 6 août 1955 à Valence et mort le 1er février 2022 à Lyon, est un compositeur et pianiste concertiste français, chercheur, essayiste.
"Un concert à Tokyo, un livre sur l'émotion et la musique, une émission sur Radio Pékin, l'ouverture d'une série de concerts à Brasilia, des hommages musicaux à Marguerite Yourcenar et à Victor Vasarely .... voici quelques-unes des étapes d'un parcours musical qui s'aventure sur plusieurs continents. Quelques repères jalonnent heureusement la traversée. Ils ont pour emblèmes de grandes figures comme celles d'Antoine Duhamel pour l'écriture musicale et de Sergueï Kouznetsov pour l'interprétation. Ils ont pour cartouches les titres de nombreux albums dont 'Sur la Colline Magique', 'A Day in Tokyo', 'Secret Garden'. Toujours et passionnément à l'affût des moindres indices de l'étrangeté et du rêve, Frédéric Rossille a fait son apparition dans le domaine acousmatique avant de s'élancer sur la voie royale de l'écriture pianistique et orchestrale. Sa musique néoconsonante déroule son arc-en-ciel irisé entre le matin attique et l'Orient rêvé."
Cécile Duchamp, médiatrice artistique c/o Rêves Magiques

## Biographie

### Parcours
Médecin de formation, neurologue, ancien Interne de l'Hôpital Saint-Joseph de Lyon.
Alors qu'il participait dans les années 1980 à des recherches scientifiques en sciences cognitives à l'Unité 94 Inserm, Frédéric Rossille écrit sa première musique de film avant de rencontrer à Villeurbanne les compositeurs Antoine Duhamel et Pierre Jansen, le pianiste concertiste Sergueï Kouznetsov et le chef d'orchestre Olivier Dejours. Dans les années 1990, il fréquente l'École Normale de Musique de Paris, la Tribune Internationale des Compositeurs de l'Unesco et suit l'enseignement de Pierre Boulez au Collège de France. Il étudie la direction d'orchestre avec Jean-Jacques Werner et collabore aux programmes de l'IRCAM et de l'INA-GRM. Il rencontre Iannis Xénakis, Henri Dutilleux, Witold Lutoslawski, Jorge Antunes, Jean-Pierre Yvaral, Ryuichi Sakamoto.

### Concerts, événements, publications
Il a écrit des musiques pour Radio-Pékin (1992), le championnat du monde de patinage artistique de Séoul (1992), les concerts de l'Université de Brasilia (1994), le festival ISMEAM de Sarvar en Hongrie (2000), des hommages à Marguerite Yourcenar en Roumanie (Cluj-Napoca, 2003), au Japon (Tokyo, 2004) et en France (Clermont-Ferrand, 2017), des hommages à Victor Vasarely à la Cité de la musique de Marseille (2006) et au Musée en Herbe (Paris, 2012).
En 1993, il a obtenu une bourse de recherche du ministère de la Culture et de la Francophonie pour des travaux sur la perception musicale.
En 2000, il a organisé un concert-conférence intitulé 'Trio Classique - Émotion et Musique' à la Cité internationale des arts de Paris. Cet événement a été suivi de la publication d'un livre pionnier dans son domaine, intitulé 'Émotion et Musique', dont Frédéric Rossille est coéditeur (éditions EDK, 2001).
Depuis 2011, il donne des conférences au séminaire « Musique et arts plastiques » dirigé par Michèle Barbe à l'université Paris IV Sorbonne.
Ses disques sont publiés sur le label 'Rêves Magiques' qu'il a créé en 1993.

## Discographie

### Chronologie
- 2018 : Over the Rainbow / collection # 1
- 2013 : Kokoro / a prayer for Japan after the 2011 Tohoku tsunami
- 2012 : Une soirée au Musée en Herbe / a tribute to Victor Vasarely
- 2009 : Ocean Song
- 2007 : Secret Garden
- 2004 : A Day in Tokyo
- 2001 : D'un Monde Lointain / a tribute to Witold Lutoslawski
- 2001 : Geometrical Games
- 2000 : Villa Adriana
- 1998 : Three Pieces for Trio
- 1993 : Sur la Colline Magique

## Articles, essais
- Emotion et Musique Françoise Russo-Marie et Frédéric Rossille, ouvrage collectif, éditions EDK, Paris, 2001
- (en) Emotion et Musique extract from the preface
- La musique de nos émotions in 'Emotion et Musique', EDK éditions, Paris, 2001
- Musicalité de l'œuvre plastique de Victor Vasarely (2006) in 'Le Carré Bleu' (feuille internationale d'architecture)
- (en) Musicality of Victor Vasarely's plastic works (2006) in 'Le Carré Bleu' (feuille internationale d'architecture)
- Musicalité de l'œuvre plastique de Victor Vasarely (2011) conférence au séminaire 'Musique et Arts Plastiques' de l'Observatoire Musical Français
- La Musique à l'œuvre chez Mati Klarwein (2014) conférence donnée au séminaire interuniversitaire 'Musique et Arts plastiques'  à l'Institut de Recherche en Musicologie de l'Université Paris-Sorbonne
- Paroles tissées entre musique et infini (2015) conférence donnée au séminaire interuniversitaire 'Musique et Arts plastiques'  à l'Institut de Recherche en Musicologie de l'Université Paris-Sorbonne
- Discours à l'interface de l'art digital d'Yvaral et de la musique minimaliste (2017) conférence donnée en 2013 au séminaire interuniversitaire 'Musique et Arts plastiques' de l'Observatoire Musical Français, Université Paris IV Sorbonne

## Pour approfondir